# Basitropis dolosa
Basitropis dolosa là một loài bọ cánh cứng thuộc chi Basitropis, trong họ Anthribidae. Loài này được Jordan mô tả khoa học lần đầu tiên năm 1924.